# Galumnella nipponica
Galumnella nipponica är en kvalsterart som beskrevs av Suzuki och Aoki 1970. Galumnella nipponica ingår i släktet Galumnella och familjen Galumnellidae. Inga underarter finns listade i Catalogue of Life.